# IPod mini
El iPod mini fue una versión de tamaño reducido del reproductor de música portátil iPod de Apple Inc.
Fue presentado el 6 de enero de 2004 y puesto a la venta el 20 de febrero de ese mismo año. Este gadget funciona tanto con ordenadores Macintosh como con Windows a través del software iTunes. 
El 23 de febrero del 2005 se presentó la segunda generación de este producto, que se dejó de fabricar y sustituido por el iPod nano el 7 de septiembre de ese mismo año.
Fue remplazado por el iPod Nano en septiembre de 2005

## Hardware
El iPod mini fue introducido como un modelo económico dirigido principalmente a aquellos que querían comprar un iPod pero no estaban dispuestos a pagar su precio. El iPod mini se presentó con un modelo único de 4 GB de capacidad con un disco duro Microdrive (fabricado por Hitachi, Seagate y otros). A su segunda generación le fue añadido un modelo de 6 GB. El iPod mini podía almacenar hasta 1000 o 1500 canciones (4 y 6 GB respectivamente).
La pantalla del iPod mini es monocromática, solo puede mostrar escala de grises, tiene 138×110 pixeles y un tamaño de 1,67 pulgadas.
En la primera generación del iPod mini, su batería tenía una autonomía de hasta 8 horas de música. En la segunda generación la batería fue mejorada (400 mAh) y podía llegar hasta las 18 horas de música en una sola carga.

## Diseño
El diseño del iPod mini consta de una sola pieza de aluminio anodizado con orificios en sus extremos y espacios para poder alojar la pantalla y los controles. La esencia del diseño de este iPod fue reutilizada más tarde para el iPod nano de segunda, cuarta y quinta generación (en estos dos últimos la pieza es curva). El iPod mini, a imitación del iMac G3, venía en 5 colores: plata, oro, rosa, azul y verde. El modelo en color dorado fue eliminado al año siguiente debido a sus bajas ventas. El mini fue el primer iPod que no estaba disponible en color blanco.
Este iPod incluyó por primera vez el sistema de control que se sigue utilizando hasta la fecha y que constituye lo más distintivo del diseño de un iPod: la Click-Wheel o "Rueda de clic". Con este sistema se reemplazaban los botones que aparecieron en el iPod de tercera generación y quedaban integrados en la rueda táctil. Los botones son: continuar-parar, anterior, siguiente, menú y el botón central para seleccionar.
El iPod mini tenía un tamaño de 91×51×13 mm y 102 gramos de peso.